# Stelis debilis
Stelis debilis är en orkidéart som beskrevs av Carlyle August Luer. Stelis debilis ingår i släktet Stelis och familjen orkidéer. Inga underarter finns listade i Catalogue of Life.